# Brenda Sykes
Brenda Sykes (nacida el 25 de junio de 1949) es una actriz retirada estadounidense que hizo un número de películas y apareció en series de televisión en la década de 1970. She was discovered on The Dating Game.

## Vida y carrera
Nacida en Shreveport, Luisiana, y criada en Los Ángeles, Sykes es hija de un empleado de correos.[cita requerida] Asistió a la Susan Miller Dorsey High School, donde se graduó en 1967, tras lo cual pasó dos años en la UCLA, donde se especializó en ciencias políticas y se subespecializó en francés. Por recomendación del productor Aaron Spelling, asistió al Taller de Teatro Profesional de Los Ángeles durante seis meses.
Aaron Spelling, el productor, me dijo que fuera al taller. Hice una audición para un papel y me dijo que no estaba preparada para ello. Así que fui y me enseñaron a besar, a recibir golpes y a romper a llorar en cualquier momento.
Más tarde, Sykes continuó sus estudios con el actor Jeff Corey.
Sykes interpretó al interés amoroso de Jim Brown en Black Gunn. Según Brown, él fue el responsable de que ella fuera elegida para el papel, un esfuerzo que hizo porque se sentía atraído por ella en la vida real. De 1973 a 1974, coprotagonizó Ozzie's Girls como una estudiante universitaria que se alojaba con Ozzie y Harriet Nelson.

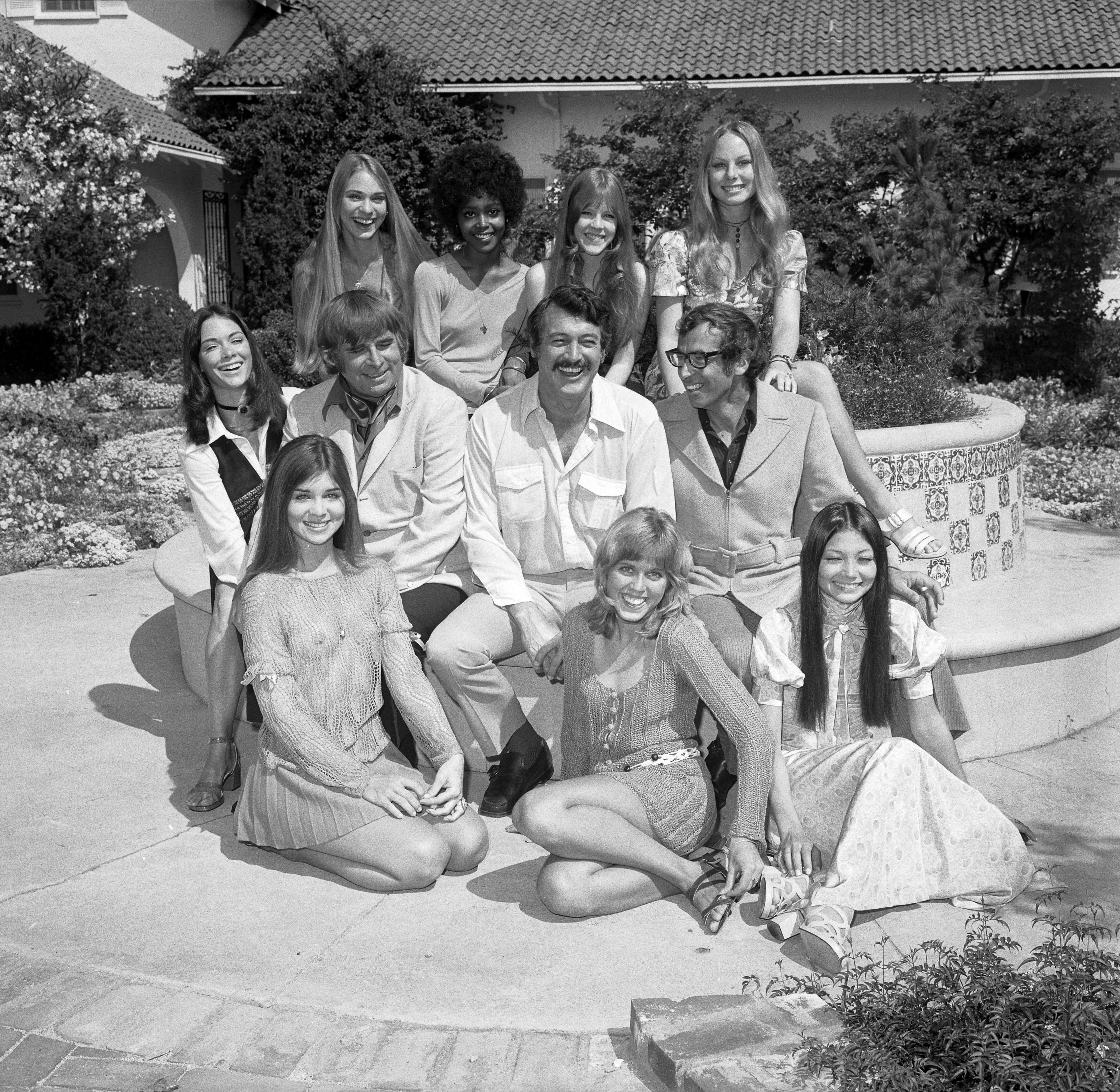
Reparto de Pretty Maids All in a Row (I-D): June Fairchild, Joy Bang, Aimee Eccles; (fila central) Joanna Cameron, Gene Roddenberry, Rock Hudson, Roger Vadim; (fila inferior) Margaret Markov, Brenda Sykes, Diane Sherry, Gretchen Burrell

Interpretó el personaje de Mandy, una de las novias de Jimmie Walker en la comedia de situación de los años 70 Good Times, tuvo un papel protagonista en la primera temporada de The Streets of San Francisco y interpretó a Summer Johnson en la serie de la CBS Executive Suite.

## Vida personal
Sykes estuvo casada con el músico Gil Scott-Heron entre 1978 y 1987 y es madre de la poeta Gia Scott-Heron. "Ella era exquisitamente bella, dulce y refinada. Él era muy apasionado, y ella era todo lo contrario. Ella era el agua en su vida," dijo la cineasta Esther Anderson.

## Filmografía
| Año  | Título                       | Papel        | Notas                 |
| ---- | ---------------------------- | ------------ | --------------------- |
| 1970 | The Liberation of L.B. Jones | Jelly        |                       |
| 1970 | Getting Straight             | Luan         |                       |
| 1970 | The Baby Maker               | Francis      | Sin acreditar         |
| 1971 | Pretty Maids All in a Row    | Pamela       |                       |
| 1971 | The Sheriff                  | Janet Wilder | ABC Movie of the Week |
| 1971 | Skin Game                    | Naomi        |                       |
| 1971 | Honky                        | Sheila Smith |                       |
| 1972 | Black Gunn                   | Judith       |                       |
| 1973 | Cleopatra Jones              | Tiffany      |                       |
| 1975 | Mandingo                     | Ellen        |                       |
| 1976 | Drum                         | Calinda      |                       |

## Televisión
| Año       | Título                         | Papel            | Notas                                                   |
| --------- | ------------------------------ | ---------------- | ------------------------------------------------------- |
| 1968      | One Life to Live               | Judy Tate        |                                                         |
| 1969      | Mayberry R.F.D.                | Dorothy June     | episodio "Driver Education"                             |
| 1969      | The New People                 | Barbara          | episodio #1.0                                           |
| 1969      | Room 222                       | Elaine Harris    | episodio "Triple Date"                                  |
| 1969      | The Bold Ones: The New Doctors | Janet            | episodio "Crisis" (sin acreditar)                       |
| 1971      | The Doris Day Show             | Dulcie           | episodio "Young Love" (Piloto de televisión sin vender) |
| 1972      | Love, American Style           | Sally Wilson     | episodio "Love and the Perfect Wedding"                 |
| 1973      | The Streets of San Francisco   | Jenaea Dancy     | episodio "A Trout in the Milk"                          |
| 1973      | Ozzie's Girls                  | Brenda MacKenzie | 24 episodios                                            |
| 1974      | Police Woman                   | Linda Daniels    | episodio "Smack"                                        |
| 1975      | Harry O                        | Ruthie Daniels   | episodio "Sound of Trumpets"                            |
| 1975      | Mobile One                     | Wilma            | episodio "Roadblock"                                    |
| 1976–1977 | Executive Suite                | Summer Johnson   | 18 episodios                                            |
| 1977      | The Love Boat                  | Ginny O'Brien    | episodio "Captain & the Lady"                           |
| 1978      | Good Times                     | Mandy            | episodio "Where There's Smoke"                          |